# بشير فؤاد
بشير فؤاد في اللغة العثمانية (بشير فؤاد). ولد بشير فؤاد في إسطنبول عام 1852 وتوفى في 5 فبراير في إسطنبول عام 1887. وهو جندي تركي ومترجم وصحفي ورجل فكر. كتب أعمالاً في عهد التنظيمات العثمانية في مجالات مثل الفلسفة، النقد الأدبى، السير الذاتية وهذا بخلاف المثقفين العثمانيين. كان اختلافه في أنه قد تبنى موضوعات كالمادية والفلسفة الوضعية في الفلسفة و الطبعانية والواقعية في الأدب باعتباره مختلفا عن مثقفى التنظيمات الأخرى الذين كانوا متأثرين بتيار الرومانسية. يعرف بصفات مثل أنه هو “أول كاتب مقالات تركي “ “أول تركي تحدث عن المادية “ “أول كاتب سير ذاتية “ “أول ناقد “.
ولقى انتحار بشير فؤاد الذي فقد حياته كاسراً رسغيه عندما أجراه كتجربة علمية في عمر الثالثة والعشرين صداً واسعا في الصحافة والمجتمع العثماني والذي كان غريبا عليه مفهوم الانتحار بهذا القدر في ذلك الوقت وبدأ وباء الانتحار في إسطنبول.

## حياته
أتى إلى الدنيا في إسطنبول عام 1852. ينتسب إلى عائلة جورجية الأصل. والده هو خورشيد باشا والذي كان من حكام مدينتي أضنة وماراش ووالدته هي حبيبة هانم إبنة ماميش باشا الجيرسونلي.
وبعد أن أنهى تعليمه في مدرسة إسطنبول فاتح الرشدية واصل تعليمه في مدرسة اليسوعيون والتي كان والده موظفاً فيها في حلب بسوريا. وفي هذه المدرسة تعلم اللغة الفرنسية بطلاقة. وفي عام 1871 أنهى المدرسة الإعدادية العسكرية في إسطنبول وأيضا المدرسة الحربية 1873. وعمل مساعد ضابط للسلطان عبد العزيز الأول لمدة ثلاث سنوات. وعندما بدأت الحرب الصربية العثمانية فقد إنضم إلى الحرب متطوعا بين عامي 1876-1877 وبعدها إنضم متطوعاً أيضا في الحرب الروسية العثمانية بين عامي 1877-1879 وقمع أعمال الشغب في جزيرة كريت. وبقى في كريت عدة سنوات وأثناء هذه الفترة تعلم اللغة الإنجليزية والألمانية.
كان أول زواج له وهو في سن مبكرة جداً ومن هذا الزواج أنجب إبنه محمد جميل وبعد مدة قصيرة طلق بشير فؤاد زوجته وتزوج شاظيا هانم إبنة صالح باشا إبن قدري باشا دكتور القصر. ومن هذا الزواج كان له ولدان وهما نامق كمال ومحمد سليم.
تعلق بشير فؤاد بالعلم والفلسفة، ولأجل معرفته الجيدة باللغات الإنجليزية والألمانية والفرنسية فقد كان يستطيع أن يتابع بسرعة وعن قرب تيارات الفن والفكر المتطورة التي في الغرب. وفي عام 1883 بدأ بشير فؤاد حياته الكتابية حيث عمل مترجماً في مجلة أنوار الذكاة التي أنشأها مصطفى رشيد، وترك الخدمة العسكرية عام 1884.
واعتباراً من عام 1884 وهب نفسه إلى حياة التأليف والنشر. ونشرت في الجرائد كتاباته العلمية والفلسفية والعسكرية وكتاباته في الاستعراضات المسرحية وكتاباته حول تعلم اللغة وكذلك كتبه المترجمة. وعرف بشير فؤاد بكتاباته وكتبه لدى المثقفين العثمانيين والكتاب والمفكريين الغربيين مثل إميل زولا، ألفونس دوديه، تشارلز ديكنز، جوستاف فلوبير، أوغست كونت، جورج بوشنر، هربرت سبنسر، لورن دالمبير، جولين اوفره دو لا متری، دنيس ديدرو، كلود برنارد، جبريل تاردي حيث نشر 16 كتاباً و200 مقاله في نهاية ثلاثة أعوام من العمل.
وفى عام 1884 بدأ العمل في الكتابة والصحافة فضلا عن العمل في المجلات. وفي البداية قام بإنشاء مجلة هافر مع بعض أصدقائه وبعدها مجلة الشمس. وقد أغلقت مجلة هافر في عددها الرابع وأغلقت مجلة الشمس والتي نشرت كتابات مليئه بالفن بعد عددها الثاني عشر. وكتب المقالات الافتتاحية لجريدة الحوادث في مايقرب من شهر ونصف وعندما أغلقت جريدة الحوادث قام بنشر مقالاته في جريدتى ترجمان الحقيقة والسعاه.
وإن كان بشير فؤاد لم يؤلف أعمالا في مجال الأدب إلا أنه قد أظهر وجهة نظره الدقيقة والقيمة في مجال النقد الأدبى وتعارض مع أدباء كثيرين في عهده. ودافع عن أهمية وقوة الجوهر والفلسفة والعلم والذين ضد كتاباته المتأثره برومانسية عصره. وألف عمله المسمى “انتقاد“ والذي يحتوي على رسائله مع المعلم ناجي والتي يتضح فيها أفكاره المتعلقه بالفن والفلسفة. ودخل في مناقشات أفضت إلى مجادلات عنيفه مع الأديبين منمنليزاده و نامق كمال.
وفي عام 1885 وبعد وفاة فكتور هوغو فقد ألف عملا صغيرا عنه ويعد هذا العمل أول دراسه نقديه كتبت في تاريخ الأدب التركي. كما دافع عن الفلسفة الوضعيه في دراسته الأخرى التي ألفها عن الكاتب فولتير. وتسببت كتبه هذه “الحقيقيون-الخياليون“ في الجدال.
وقد فقد بشير فؤاد إبنه نامق كمال بينما هو في منتصف عمره بسبب مرض التوت البري عام 1885. ولم يستطع تحمل تأثير هذا الفقدان. وعندما توفيت والدته بعد أن إشتعل بها مرض جنون العظمة في مارس عام 1886 فقد ألم به الخوف من الجنون لقلقه من أن يكون مرضا وراثيا. فإتجه إلى حياته الليليه وعشيقاته. وأنجب طفلا من عشيقته الفرنسيه الفتاه التي تدعى فريده. وعاش في محنه بسبب بقاءه بين عشيقته وزوجته. وفضلا عن محنته هذه فقد واجه صعوبه في كسب العيش حيث إستهلك ميراثه الذي بقى له من والده فعزم على الانتحار. وإنتحر كاسرا معصميه في منزل جاغا أوغلو يوكوشو رقم 12 في 5 فبراير عام 1887. ودفنت جثته في مقبرة أبي أيوب الأنصاري ولكنه قد إختفى ضريحه بعد ذلك.

## إنتحاره
ترك بشير فؤاد الذي أنهى حياته بانتحاره تصويرا في عدة سطور بهدف تسجيله باعتباره رصد علمي لما يشعر به أثناء الموت ونشرت كتاباته المتعلقه بانتحاره والمتعلقه بهذا النص في العمل المسمى بشير فؤاد للكاتب أحمد مدحت أفندي. وقد وهب بشير فؤاد جسده كجثه للدراسات الطبيه إلا أنه لم يتم الوفاء برغبته هذه. وفورا بعد انتحار فؤاد وبناء على انتشار وباء الانتحار في إسطنبول فقد تم حظر الجرائد من تحرير أخبار عن الانتحار في 11مارس عام 1887. وتم رفع الحظر بعد ستة أشهر.

## كتبه
- الطفل الأول ( عمل كوميدي، ترجمه عن الكاتبين فيكتور برنارد-إجوانا جرانجر ) (1884.
- دعوة الشركات الكبرى ( عمل كوميدي، ترجمه عن ك. ف. مور ) (1884).
- الطابق الأول (عملان كوميديان، ترجمه عن جيمس جوب ) (1884).
- بدركا الفرنساوي ( قسم الصرف، ترجمه عن إيميل أوتتو ) (1884).
- بدركا الفرنساوي ( قسم النحو، ترجمه عن إيميل أوتتو ) (1884).
- مفتاح بدركا للغة الفرنساويه (1885).
- تأثير القتل ( روايه، ترجمه عن إيميل زولا ) (1885).
- مفتاح أصول التعليم (1885).
- فيكتور هوغو (1885).
- معلم اللغة الألمانيه ( ترجمه عن إيميل أوتتو ) (1886).
- معلم اللغة الإنجليزيه ( ترجمه عن إيميل أوتتو ) (1886).
- أصول التعليم ( ترجمه عن إيميل أوتتو ) (1886).
- البشر ( الفرع الأول 1886, فولتير 1887 ).
- انتقاض ( مع المعلن ناجي ) (1887).
- مكتوبات ( مع فاضلى نجيب ) (1889).

## قائمة المراجع
- بشير فؤاد، الشعر والحقيقة ( طبعة: هاندن إنجى ). دار يابى كريدي للنشر (1999).
- م. أورهان أوكاي، بشير فؤاد: أول طبيعه وضعيه تركيه. دار حركات للنشر (1969).
- محمد كربلاء، بشير فؤاد ومعارضينه: شكل الجدل حول الأدب والحقيقة في القرن التاسع عشر في إسطنبول. مجلة الأدب التركي (2011).